# 브래킷 계열

수소 스펙트럼. 단위는 로그단위이며, Br-α가 가장 길다.

브래킷 계열(영어: Brackett series)은 수소 스펙트럼에서 두 번째로 파장이 짧은 적외선 계열을 말한다. 1922년 프레드릭 순머 브래킷이 관측하였고, 들뜬상태에서 E4 위치 에너지 준위로 전이될 때 방출된다.

## 방출 파장
| {\displaystyle n} | 5    | 6    | 7    | 8    | 9    | {\displaystyle \infty } |
| λ (nm)            | 4050 | 2630 | 2170 | 1940 | 1820 | 1460                    |